# العلاقات البلجيكية التشيلية
العلاقات البلجيكية التشيلية هي العلاقات الثنائية التي تجمع بين بلجيكا وتشيلي.

## مقارنة بين البلدين
هذه مقارنة عامة ومرجعية للدولتين:
| وجه المقارنة                                              | بلجيكا                                                                              | تشيلي                         |
| --------------------------------------------------------- | ----------------------------------------------------------------------------------- | ----------------------------- |
| المساحة (كم2)                                             | 30.53 ألف                                                                           | 756.10 ألف                    |
| عدد السكان (نسمة)                                         | 11.37 مليون                                                                         | 17.37 مليون                   |
| الكثافة السكانية (ن./كم²)                                 | 372.42                                                                              | 22.97                         |
| العاصمة                                                   | بروكسل                                                                              | سانتياغو                      |
| اللغة الرسمية                                             | اللغة الهولندية، لغة فرنسية، اللغة الألمانية                                        | اللغة الإسبانية               |
| العملة                                                    | يورو، فرنك بلجيكي                                                                   | بيزو تشيلي، وحدة حساب تشيلية ‏ |
| الناتج المحلي الإجمالي (بليون دولار)                      | 492.68 مليار                                                                        | 277.08 مليار                  |
| الناتج المحلي الإجمالي (تعادل القوة الشرائية) بليون دولار | 514.74 مليار                                                                        | 419.39 مليار                  |
| الناتج المحلي الإجمالي الاسمي للفرد دولار أمريكي          | 40.32 ألف                                                                           | 13.42 ألف                     |
| الناتج المحلي الإجمالي للفرد دولار أمريكي                 | 43.44 ألف                                                                           | 22.07 ألف                     |
| مؤشر التنمية البشرية                                      | 0.890                                                                               | 0.832                         |
| رمز المكالمات الدولي                                      | +32                                                                                 | +56                           |
| رمز الإنترنت                                              | .be                                                                                 | .cl                           |
| المنطقة الزمنية                                           | توقيت وسط أوروبا، ت ع م+01:00، ت ع م+02:00، توقيت وسط أوروبا الصيفي، أوروبا/بروكسل ‏ | 00، 00، 00، 00                |

## منظمات دولية مشتركة
يشترك البلدان في عضوية مجموعة من المنظمات الدولية، منها:
| علم المنظمة | اسم المنظمة                               | تاريخ انضمام بلجيكا | تاريخ انضمام تشيلي |
| ----------- | ----------------------------------------- | ------------------- | ------------------ |
|             | الاتحاد البريدي العالمي                   | ?                   | ?                  |
|             | مؤسسة التنمية الدولية                     | 2 يوليو 1964        | 30 ديسمبر 1960     |
|             | منظمة حظر الأسلحة الكيميائية              | ?                   | ?                  |
|             | منظمة التجارة العالمية                    | ?                   | ?                  |
|             | الأمم المتحدة                             | 27 ديسمبر 1945      | 24 أكتوبر 1945     |
|             | وكالة ضمان الاستثمار متعدد الأطراف        | 18 سبتمبر 1992      | 12 أبريل 1988      |
|             | منظمة الشرطة الجنائية الدولية             | ?                   | ?                  |
|             | مؤسسة التمويل الدولية                     | 27 ديسمبر 1956      | 15 أبريل 1957      |
|             | المنظمة الهيدروغرافية الدولية             | ?                   | ?                  |
|             | الاتحاد الدولي للاتصالات                  | 1866                | 1908               |
|             | البنك الدولي للإنشاء والتعمير             | 27 ديسمبر 1945      | 31 ديسمبر 1945     |
|             | منظمة التعاون الاقتصادي والتنمية          | ?                   | ?                  |
|             | الفريق المعني برصد الأرض                  | ?                   | ?                  |
|             | المركز الدولي لتسوية المنازعات الاستشارية | 26 سبتمبر 1970      | 24 أكتوبر 1991     |
|             | يونسكو                                    | 29 نوفمبر 1946      | 7 يوليو 1953       |

## أعلام
هذه قائمة لبعض الشخصيات التي تربطها علاقات بالبلدين:
- سلفادور أليندي (رئيس سابق في تشيلي، 26 يونيو 1908[22] – 11 سبتمبر 1973[23][24][22])

## وصلات خارجية
- موقع وزارة الخارجية البلجيكية
- موقع وزارة الخارجية التشيلية